# Zanella

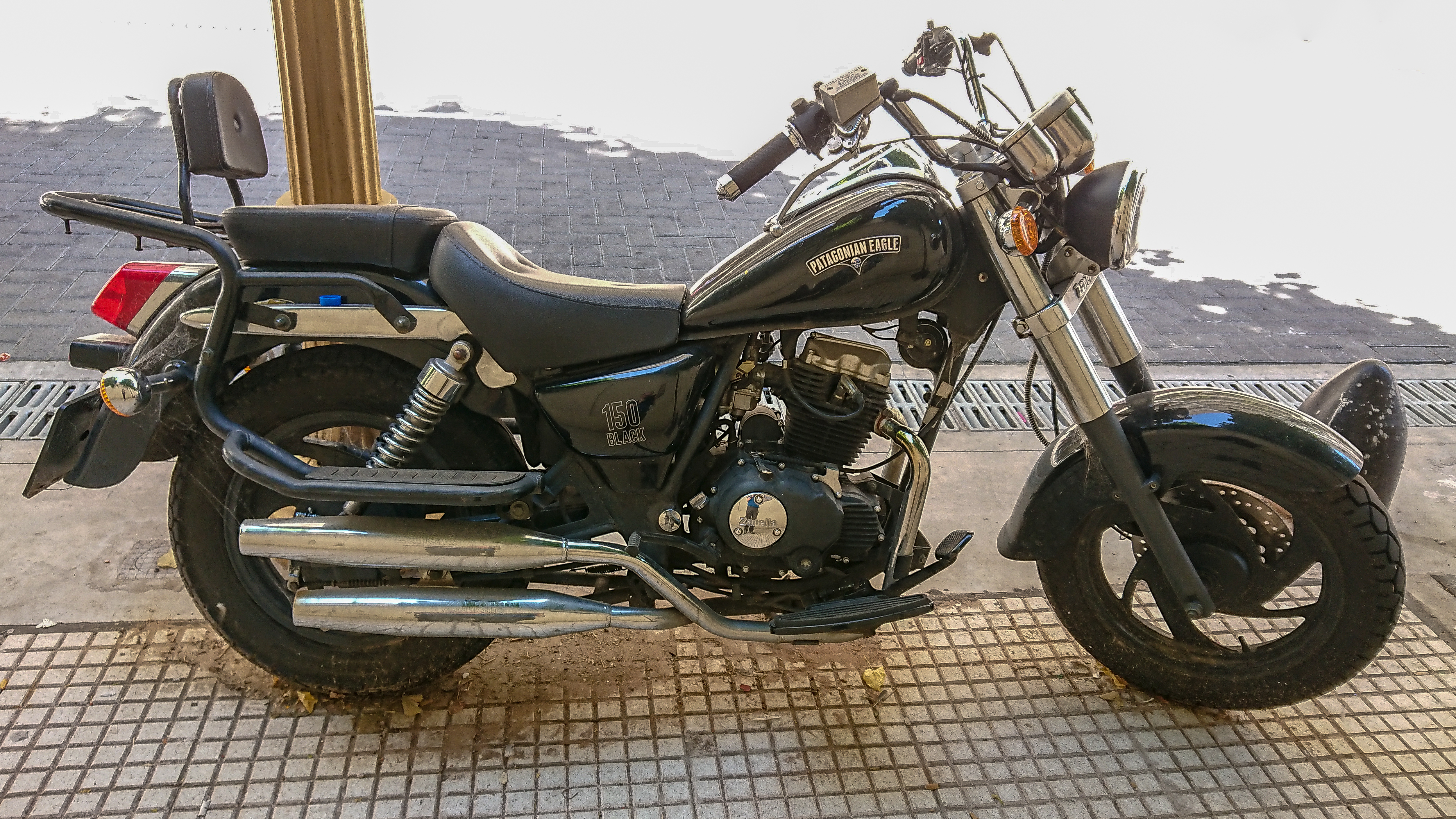
Moto Zanella Patagonian Blackstreet 150 Custom, foto tirada em 27 de fevereiro de 2019, no bairro Retiro de Buenos Aires, Argentina

A Zanella é a mais importante fabricante de motos da América Latina fundada em 1948 na Argentina. Ela começou como uma empresa de produtos metálicos e passou a fabricar motos em 1957 com tecnologia importada da italiana Minarelli. Suas motos foram exportadas para diversos paises como Estados Unidos, Cuba, Uruguai entre outros. No Brasil, suas motos foram montadas pela FBM e fizeram sucesso com modelos "off-road" de 125cc. e 200cc. Na verdade, a FBM-Zanella foi a primeira "moto-verde' a chegar ao nosso mercado, ainda em 1973, com fábrica em Cachoeirinha (RS). Atualmente, a Zanella fabrica ciclomotores com tecnologia própria e motos com tecnologia chinesa e tem como destaque uma Custom de 250 cc. denominada Patagônia, nome de um modelo on/off-road já antológico. Recentemente a Zanella incorporou a mais tradicional fabricante uruguaia de motocicletas, a Cibana.